# 罗杨
罗杨（1956年—），男，北京人，中国艺术家，中国文艺志愿者协会副主席，中国民间文艺家协会原副主席，中国文学艺术界联合会原主席团委员。